# Guy Butler (poet)
Guy Frederick Butler, född 21 januari 1918 i Cradock, död 26 april 2001 i Grahamstown, var en sydafrikansk författare. Han har gett ut diktsamlingar, bland annat Stranger to Europe (1952) och South of the Zambesi (1966), skådespel, bland annat The Dam (1953), Take Root or Die (1970) och Demea (1990), och romanen A Rackety Colt (1989). Han har även skrivit historiska och självbiografiska böcker. Han undervisade i engelska på University of Witwatersrand 1948-1950 och var professor i engelska på Rhodes University i Grahamstown 1952-1978.